# Жаворонков, Аркадий Фёдорович
Арка́дий Фёдорович Жа́воронков (1920, Петроград — 1979, Ленинград) — советский волейболист, игрок сборной СССР (1950). Чемпион Европы 1950. Нападающий. Мастер спорта СССР (1949).
Выступал за ленинградские армейские команды ДО/ВММА. Трёхкратный серебряный (1947—1949) и бронзовый (1950) призёр чемпионатов СССР.
В сборной СССР в официальных соревнованиях выступал в 1950 году. В её составе стал чемпионом Европы.
После окончания игровой карьеры работал тренером.
Участник Великой Отечественной войны. Награжден орденами Красной Звезды, Отечественной войны, медалями «Партизану Великой Отечественной войны 1941—1945 гг.», «За победу над Германией в Великой Отечественной войне 1941—1945».